# Hermann Blasig
Hermann Blasig (* 12. Januar 1908 in München; † nicht ermittelt) war ein deutscher Opernsänger in der Stimmlage Bass.

## Leben und Wirken
Er war der Sohn eines Diplom-Kaufmanns und studierte Volkswirtschaft an der Technischen Hochschule München. Nachdem er acht Jahre im Bankfach tätig gewesen war, nahm er eine Gesangs- und Bühnenausbildung bei Paul Bender und Anna Bahr-Mildenburg. Als Opernsänger u. a. in Oldenburg, Bielefeld, Augsburg, Saarbrücken, Düsseldorf, Königsberg und Dresden tätig. In Dresden trat er bereits als Kammersänger auf, so 1940 in Rienzi. Nach Ausbruch des Zweiten Weltkrieges erfolgte seine Einberufung zum Militär. Er wurde an der Ostfront schwer verwundet.
Seinen ersten Auftritt nach Kriegsende hatte Blasig 1947 in Kassel. Er blieb am dortigen Stadttheater.